# Sông Bình Di
Sông Bình Di là một trong hai chi lưu của sông Hậu khi vào địa phận Việt Nam tại huyện An Phú, thuộc tỉnh An Giang.
Bắt nguồn từ biên giới Campuchia, sông Hậu chia làm hai nhánh tại xã Khánh Bình, bao trọn cù lao An Phú rồi hợp lưu lại tại ngã ba sông Châu Đốc. Nhánh nhỏ bên trái gọi là sông Bình Di (hoặc còn gọi là sông Châu Đốc), nhánh lớn bên phải gọi là sông Hậu. Từ nhánh sông nhỏ phía bên trái này, xuôi theo hạ lưu khoảng 7 km sẽ có một nhánh sông nhỏ dẫn vào hồ nước ngọt rộng lớn gọi là Búng Bình Thiên, xuôi tiếp theo hạ lưu khoảng hơn 3 km nữa sẽ đến ngã ba sông Châu Đốc, nơi có cửa khẩu Bắc Đai (xã Nhơn Hội), rẽ trái 25 km là đến thành phố Châu Đốc, rẽ phải là vào địa phận nước bạn Campuchia, hai bên bờ là 2 tỉnh của Campuchia bờ trái là tỉnh Takéo, còn bờ phải là tỉnh Kandal. Từ ngã ba sông Châu Đốc – Bình Di tại cửa khẩu Bắc Đai theo hướng thành phố Châu Đốc chừng 12 km sẽ có một cửa khẩu Dung Thăng thuộc xã Vĩnh Hội Đông, huyện An Phú. Tổng chiều dài sông Bình Di khoảng 33 km, trong đó đoạn đầu tiên chỉ 10 km từ xã Khánh Bình đến địa phận cửa khẩu Bắc Đai (xã Nhơn Hội) có hơn 10 khúc cua kiểu tay áo. Mùa lũ nước chảy xiết, nhiều đoạn lòng sông hẹp nhưng rất sâu. Khu vực này khi nước rút, ở các khúc sông (thường là các hàm ếch ăn sâu vào đất liên, là nơi trú ngụ của nhiều loài đá đặc dụng của sông Mê Kông như: các cóc, ngát, cá tra, cá trèn, cá heo,... đó là chưa kể đến các đặc sản phổ biến như cá linh, tôm càng,... Đây là một trong những khu vực còn thuần đặc sản nhất của An Giang nói riêng và Mê Kông nói chung.